# Libro de Wei
El Libro de Wei, conocido en chino como Wei Shu, es un texto histórico chino clásico compilado por Wei Shou entre 551 y 554. Es una obra fundamental que describe la historia de las dinastías Wei del Norte y Wei Oriental desde 386 hasta 550. Ampliamente considerado como la fuente primaria oficial y autorizada para ese período, forma parte de las Veinticuatro Historias.

## Origen y recepción
La dinastía Wei del Norte fue fundada en 386 por el clan Tuoba. Su mayor logro fue la unificación del norte de China en 439. Una lucha interna dividió la dinastía, dando lugar a las dinastías Wei Oriental y Wei Occidental. La Wei Oriental tuvo una existencia breve: establecida en 534, intentó reunificar el este y el oeste mediante campañas militares que fracasaron. En 550, Gao Yang conquistó la región y fundó la Qi del Norte. Wei Shou se propuso registrar la historia de estas dos dinastías.
Al compilar la obra, Wei Shou resistió, con el apoyo del emperador de Qi del Norte, las presiones de elites poderosas que querían glorificar sus orígenes ancestrales controvertidos. Los detractores llamaron al libro Hui Shu (穢書), casi homófono de Wei Shu, pero que significa «Libro de Suciedad". Desde la perspectiva de un lector moderno, la obra tiene problemas típicos de las Veinticuatro Historias: elogia a la dinastía objeto de interés (Wei del Norte), probablemente exagerando el poder de su estado predecesor Dai, un vasallo de la Jin Occidental, Zhao Posterior, Yan Anterior y Qin Anterior. Además, aplicó retroactivamente los apellidos sinizados introducidos por el Emperador Xiaowen de Wei del Norte en 496 a eventos mucho anteriores, dificultando identificar los nombres reales de las figuras históricas. También se criticó a Wei Shou por incluir al único emperador de Wei Oriental, Emperador Xiaojing, en su lista imperial, omitiendo intencionalmente a los tres emperadores del estado rival Wei Occidental tras la división de Wei del Norte en 534, dado su rol como oficial de Wei Oriental y su sucesor, Qi del Norte. Sin embargo, se le reconoció por armonizar relatos confusos y fragmentados desde el estado Dai hasta los primeros años de Wei del Norte, creando narrativas coherentes.

## Contenido
El contenido del Libro de Wei sigue el formato de las historias estándares previas. Los primeros quince capítulos son anales (紀) que describen las vidas y eventos de los emperadores, comenzando con un prefacio.

### Anales (帝紀)
| #                                                                   | Título original               | Traducción                                                                                |
| ------------------------------------------------------------------- | ----------------------------- | ----------------------------------------------------------------------------------------- |
| Capítulo 1                                                          | 帝紀第1 序紀                  | (Prefacio)                                                                                |
| Capítulo 2                                                          | 帝紀第2 太祖道武帝            | Emperador Daowu                                                                           |
| Capítulo 3                                                          | 帝紀第3 太宗明元帝            | Emperador Mingyuan                                                                        |
| Capítulo 4 Parte 1                                                  | 帝紀第4 世祖太武帝            | Emperador Taiwu                                                                           |
| Capítulo 4 Parte 2                                                  | 帝紀第4 世祖太武帝 恭宗景穆帝 | Emperador Taiwu, Emperador Jingmu                                                         |
| Capítulo 5                                                          | 帝紀第5 高宗文成帝            | Emperador Wencheng                                                                        |
| Capítulo 6                                                          | 帝紀第6 显祖献文帝            | Emperador Xianwen                                                                         |
| Capítulo 7 Parte 1                                                  | 帝紀第7 高祖孝文帝            | Emperador Xiaowen                                                                         |
| Capítulo 7 Parte 2                                                  | 帝紀第7 高祖孝文帝            | Emperador Xiaowen                                                                         |
| Capítulo 8                                                          | 帝紀第8 世宗宣武帝            | Emperador Xuanwu                                                                          |
| Capítulo 9                                                          | 帝紀第9 肅宗孝明帝            | Emperador Xiaoming                                                                        |
| Capítulo 10                                                         | 帝紀第10 敬宗孝莊帝           | Emperador Xiaozhuang                                                                      |
| Capítulo 11                                                         | 帝紀第11 前廢帝・後廢帝・出帝 | Emperador Jiemin (Qianfei), Príncipe de Anding (Emperador Houfei), Emperador Xiaowu (Chu) |
| Capítulo 12                                                         | 帝紀第12 孝静帝               | Emperador Xiaojing de Wei Oriental                                                        |
| Nota: los enlaces de los capítulos redirigen a los textos en chino. |                               |                                                                                           |

Los capítulos 13 al 104 son biografías, comenzando con el capítulo 13: Biografías de Emperatrices (皇后列傳) y terminando con el Capítulo 104: Prefacio del Autor (自序). En su prefacio, Wei Shou armoniza la herencia cultural Xianbei con la Han china, argumentando que el ascenso de Wei del Norte fue mandato del Cielo y que los Xianbei descendían del Emperador Amarillo. Se incluyen descripciones de figuras de los reinos históricos coreanos de Goguryeo, Baekje, así como de los Khitan y otras nacionalidades históricas en los capítulos 95 al 103.
Wei Shou también ofrece descripciones positivas del diálogo entre confucianismo, budismo y taoísmo. Por ejemplo, en el Capítulo 69, el oficial Pei Yanjun (裴延隽; m. 528) describe el conocimiento de budismo y confucianismo como beneficioso para la administración social. El Capítulo 114, «Tratado sobre Budismo y Taoísmo" (釋老志), está dedicado a este tema. Los capítulos 105 al 114 son tratados (志).
Originalmente, el libro tenía 114 capítulos, pero para la era de la Dinastía Song, algunos se habían perdido. Editores posteriores reconstruyeron esos capítulos tomando material de la Historia de las Dinastías del Norte del siglo VII.

## Traducciones
Dien traduce partes del volumen 59, que describe la disputa entre Wei del Norte y Liu Song en Pengcheng. Lee traduce parte del volumen 111 sobre el caso de Liu Hui (劉輝), quien cometió adulterio mientras estaba casado con la Princesa Lanling (蘭陵公主).

### Citas
1. ↑  Además del texto sobre Cao Wei en las Crónicas de los Tres Reinos, hubo otros libros titulados Wei Shu sobre Cao Wei, incluido uno escrito por Wang Chen.
2. ↑  Christa, Paula (1994). The Road to Miran: Travels in the Forbidden Zone of Xinjiang (en inglés) (Flamingo 1995). Gran Bretaña: HarperCollins. p. 204. ISBN 0-00-638368-8.
3. ↑  Jamieson, John Charles (1964). The Biography of Wei Shou [La biografía de Wei Shou] (en inglés). University of California, Berkeley.
4. ↑  Un ejemplo es Wang Songnian (王松年). Wang se enfureció con Wei Shou porque el Libro de Wei registró plenamente que la afirmación de su ancestro de pertenecer al prominente clan Taiyuan Wang no era creída por muchos en su tiempo. Véase Libro de Qi del Norte, Volumen 35
5. ↑  Jamieson, John Charles (1964). The Biography of Wei Shou (en inglés). University of California, Berkeley. Consultado el 16 de marzo de 2025.
6. ↑  Wu y Zhen, 2018, pp. 228–229.
7. ↑  Wu y Zhen, 2018, pp. 233–234.
8. ↑  Dien, 2014, pp. 57–84.
9. ↑  Lee, 2014.